# Lãnh thổ Missouri
Lãnh thổ Missouri (tiếng Anh: Territory of Missouri) là một lãnh thổ hợp nhất có tổ chức trong lịch sử của Hoa Kỳ. Ban đầu nó được gọi là Lãnh thổ Louisiana nhưng sau đó vào ngày 4 tháng 6 năm 1812 được đổi tên để tránh nhầm lẫn với tiểu bang Louisiana gia nhập vào liên bang năm 1812. Lãnh thổ Arkansas bị tách ra khỏi Lãnh thổ Missouri năm 1819. Tiểu bang Missouri bị tách ra từ lãnh thổ này vào ngày 10 tháng 8 năm 1821.
Phần còn lại của lãnh thổ, bao gồm các phần đất của các tiểu bang hiện này là Iowa, Nam Dakota, Bắc Dakota và một phần Minnesota, trở thành lãnh thổ chưa được tổ chức sau khi tiểu bang Missouri được thành lập. Năm 1834, phần phía đông của Sông Missouri nhập vào Lãnh thổ Michigan.
Thủ đô của lãnh thổ này là St. Louis.